# Guglielmo Adelin
Guglielmo detto Adelin, in inglese William Adelin (o Adelinus, Adelingus, Audelin o Ætheling) (Winchester, 3 agosto 1103 – La Manica, 25 novembre 1120) fu l'erede al trono d'Inghilterra e al ducato di Normandia. Fu formalmente duca di Normandia per circa un mese, dopo avere reso omaggio al re Luigi VI di Francia.
In alcuni elenchi di duchi di Normandia, è indicato come Guglielmo III o addirittura IV, per il fatto di avere reso omaggio al re di Francia al posto di suo padre.
La sua morte, avvenuta nel naufragio della Nave Bianca, fu la causa della crisi per la successione al trono d'Inghilterra, aperta dalla morte di suo padre Enrico I, che portò alla guerra civile passata alla storia con il nome di Anarchia.

## Origine
Era l'unico figlio maschio del duca di Normandia e re d'Inghilterra Enrico I Beauclerc e della sua prima moglie Matilde di Scozia.

## Biografia

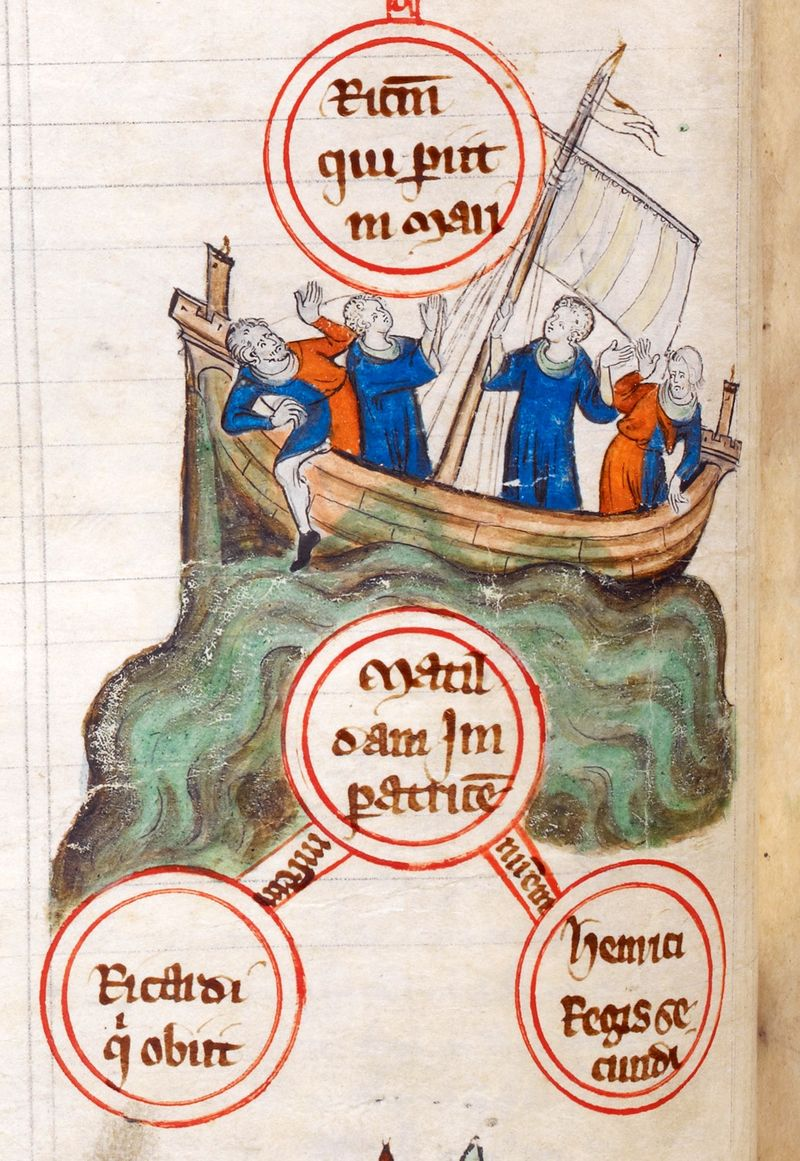
La morte di Guglielmo nel naufragio della nave Bianca il 25 novembre 1120.

La sua nascita creò grandi aspettative in suo padre, che vedeva in lui l'ultimo discendente di Guglielmo il Conquistatore della dinastia normanna, allora regnante in Inghilterra, e contemporaneamente per linea femminile del Casato dei Wessex, in quanto il nonno e il prozio di sua nonna Margherita erano rispettivamente Edmondo II d'Inghilterra e Edoardo il Confessore.
Siccome Guglielmo era l'unico erede maschio legittimo, suo padre Enrico I si premurò di far giurare fedeltà a lui dai baroni normanni nel 1115, e poi anche da quelli inglesi nel marzo del 1116.
Durante il regno di suo padre i rapporti tra Normandia e contea d'Angiò non erano mai stati buoni, con continue azioni di ostilità reciproca (se non proprio di guerra aperta) per garantirsi il controllo della contea del Maine. Per porre fine a questa situazione Enrico I preferì ricorrere alla diplomazia: nel febbraio del 1113, nella località di Petra Peculata vicino ad Alençon, il nuovo conte d'Angiò Folco V ricevette ufficialmente la contea da Enrico, a cui giurò fedeltà, e per suggellare il patto fu concordato il matrimonio tra Guglielmo Adelin e Alice, figlia di Folco. L'accordo prevedeva che Alice, alla morte della madre, la contessa Eremburga, avrebbe ereditato l'intera contea.
Nel mese di maggio 1119 Guglielmo lasciò l'Inghilterra per raggiungere l'Angiò e sposarsi. Dopo il concilio di Reims del 20 e 21 ottobre 1119 Guglielmo Adelin, in qualità di duca di Normandia, rese omaggio al re di Francia Luigi VI.
Normalmente, durante le assenze dall'Inghilterra di Enrico I, la reggenza passava alla madre di Guglielmo, la regina Edith-Matilde di Scozia, ma dopo la sua morte avvenuta nel 1118 questa carica, con l'aiuto del Lord Cancelliere Roger di Salisbury, era toccata proprio a Guglielmo, a cui veniva attribuito il titolo di rex designatus (re designato).
Guglielmo perì il 25 novembre 1120 al largo della costa normanna del Cotentin, nel naufragio della Nave Bianca. La nave aveva circa trecento passeggeri a bordo, tra i quali un centinaio di nobili importanti, che perirono tutti nel disastro. Oltre a Guglielmo, tra le vittime c'erano anche due suoi fratellastri figli illegittimi di Enrico I (Riccardo e Matilda, figlia di Edith), e una cugina, Lucia-Mahaut di Blois, figlia di sua zia Adele, sorella di Enrico I.
La morte dell'unico figlio legittimo maschio creò gravi problemi a Enrico I, la cui successione era adesso a rischio: l'unica altra figlia legittima, Matilda, in quanto moglie dell'imperatore Enrico V aveva perso i diritti dinastici e non poteva essere accettata come erede, mentre il figlio primogenito Roberto, a cui era affezionato e che stimava, era però anche illegittimo, e quindi Enrico non aveva eredi diretti. Non rimanevano che i nipoti: il figlio di suo fratello Roberto II il Corto, Guglielmo Cliton, che era però da escludere, oppure i figli di sua sorella Adele, Tebaldo II di Champagne e il conte di Mortain Stefano di Blois, a cui andavano le sue preferenze.
Dato che nemmeno questa soluzione lo appagava pienamente Enrico I, il 29 gennaio 1121, per cercare di avere un altro erede, sposò Adeliza di Lovanio. Da tale unione però non nacquero figli.
Nel 1125 sua figlia Matilda rimase vedova, ed essendo Enrico ancora senza eredi maschi le chiese di rientrare in Inghilterra; dopodiché la nominò sua erede, e prese la decisione senza precedenti di far giurare ai suoi baroni che l'avrebbero accettata come regina. Nel 1127 convocò un grande concilio con tutti i nobili laici ed ecclesiastici più importanti, tra cui suo cognato Davide I di Scozia, suo nipote Stefano di Blois e il suo primogenito illegittimo Roberto di Gloucester; a tutti loro fece giurare che, dopo la sua morte, avrebbero accettato Matilda come regina. La maggior parte accondiscese ma non gradì la soluzione, e avrebbe gradito ancor meno se avesse saputo che Enrico stava negoziando il matrimonio della figlia col figlio dell'acerrimo nemico storico dei normanni, il conte d'Angiò.
Nel giugno del 1128, a Le Mans, fu celebrato il matrimonio tra Matilde e il figlio del conte Folco V, Goffredo Plantageneto, di dieci anni più giovane di lei. Tale matrimonio fece sì che la maggior parte dei baroni non riconoscesse il proprio giuramento dell'anno prima, ed Enrico allora lo fece ripetere nel 1131.
Alla morte di Enrico non solo i baroni non rispettarono il giuramento, ma elevarono anche a re Stefano di Blois; Matilda ovviamente avversò questa scelta ed invase l'Inghilterra. Cominciò così la guerra civile passata alla storia come Anarchia, dalla quale emerse vincitrice la nuova dinastia dei Plantageneti, che avrebbe governato l'Inghilterra per altri tre secoli. Tutto ciò era stato causato dalla morte prematura di Guglielmo Adelin, che aveva estinto la discendenza diretta di Guglielmo il Conquistatore.

## Ascendenza
|                           |                    |                        | Genitori                 |  |  | Nonni |  |  | Bisnonni               |  |  | Trisnonni                |  |
|                           |                    |                        |                          |  |  |       |  |  | Roberto I di Normandia |  |  | Riccardo II di Normandia |  |
|                           |                    |                        |                          |  |  |       |  |  | Roberto I di Normandia |  |  | Riccardo II di Normandia |  |
|                           |                    | Giuditta di Bretagna   |                          |  |  |       |  |  | Roberto I di Normandia |  |  |                          |  |
| Guglielmo I d'Inghilterra |                    |                        |                          |  |  |       |  |  | Roberto I di Normandia |  |  |                          |  |
|                           |                    | Herleva                | Fulbert di Falaise       |  |  |       |  |  |                        |  |  |                          |  |
|                           |                    | Herleva                | Fulbert di Falaise       |  |  |       |  |  |                        |  |  |                          |  |
|                           |                    | Herleva                | Duda                     |  |  |       |  |  |                        |  |  |                          |  |
| Enrico I d'Inghilterra    |                    | Herleva                |                          |  |  |       |  |  |                        |  |  |                          |  |
|                           |                    | Baldovino V di Fiandra | Baldovino IV di Fiandra  |  |  |       |  |  |                        |  |  |                          |  |
|                           |                    | Baldovino V di Fiandra | Baldovino IV di Fiandra  |  |  |       |  |  |                        |  |  |                          |  |
|                           |                    | Baldovino V di Fiandra | Ogiva di Lussemburgo     |  |  |       |  |  |                        |  |  |                          |  |
| Matilde di Fiandra        |                    | Baldovino V di Fiandra |                          |  |  |       |  |  |                        |  |  |                          |  |
|                           |                    | Adele di Francia       | Roberto II di Francia    |  |  |       |  |  |                        |  |  |                          |  |
|                           |                    | Adele di Francia       | Roberto II di Francia    |  |  |       |  |  |                        |  |  |                          |  |
|                           |                    | Adele di Francia       | Costanza d'Arles         |  |  |       |  |  |                        |  |  |                          |  |
| Guglielmo Adelin          |                    | Adele di Francia       |                          |  |  |       |  |  |                        |  |  |                          |  |
|                           | Duncan I di Scozia | Crinán di Dunkeld      |                          |  |  |       |  |  |                        |  |  |                          |  |
|                           | Duncan I di Scozia | Crinán di Dunkeld      |                          |  |  |       |  |  |                        |  |  |                          |  |
|                           | Duncan I di Scozia | Bethóc di Scozia       |                          |  |  |       |  |  |                        |  |  |                          |  |
| Malcolm III di Scozia     | Duncan I di Scozia |                        |                          |  |  |       |  |  |                        |  |  |                          |  |
|                           |                    | Suthen                 | …                        |  |  |       |  |  |                        |  |  |                          |  |
|                           |                    | Suthen                 | …                        |  |  |       |  |  |                        |  |  |                          |  |
|                           |                    | Suthen                 | …                        |  |  |       |  |  |                        |  |  |                          |  |
| Matilde di Scozia         |                    | Suthen                 |                          |  |  |       |  |  |                        |  |  |                          |  |
|                           |                    | Edoardo l'Esiliato     | Edmondo II d'Inghilterra |  |  |       |  |  |                        |  |  |                          |  |
|                           |                    | Edoardo l'Esiliato     | Edmondo II d'Inghilterra |  |  |       |  |  |                        |  |  |                          |  |
|                           |                    | Edoardo l'Esiliato     | Ealdgyth                 |  |  |       |  |  |                        |  |  |                          |  |
| Margherita di Scozia      |                    | Edoardo l'Esiliato     |                          |  |  |       |  |  |                        |  |  |                          |  |
|                           |                    | Agata di Kiev          | …                        |  |  |       |  |  |                        |  |  |                          |  |
|                           |                    | Agata di Kiev          | …                        |  |  |       |  |  |                        |  |  |                          |  |
|                           |                    | Agata di Kiev          | …                        |  |  |       |  |  |                        |  |  |                          |  |
|                           |                    | Agata di Kiev          |                          |  |  |       |  |  |                        |  |  |                          |  |